# Stephen Rowbotham
Pour les articles homonymes, voir Rowbotham.
Stephen Christopher Rowbotham, né le 11 novembre 1981 à Swindon, est un rameur d'aviron britannique.

## Carrière
Stephen Rowbotham  participe aux Jeux olympiques de 2008 à Pékin où il remporte la médaille de bronze en deux de couple avec Matthew Wells.